# Suzanne Lilar
Suzanne Lilar (nacida Suzanne Verbist) (Gante, Bélgica, 21 de mayo de 1901 - 12 de diciembre de 1992) fue una dramaturga, ensayista y novelista belga flamenca en lengua francesa.
En 1956 fue elegida miembro de la Real Academia de la lengua y de la literatura francesas de Bélgica. Madre de la también escritora Françoise Mallet-Joris.

## Obra dramática
- Le Burlador ou Ange du démon. 1946
- Tous les chemins mènent au ciel. 1947
- Le Roi Lépreux. 1947
- The Belgian Theatre since 1890 (1950), New York, Belgian Government Information Center.
- Soixante ans de théâtre belge (1952)
- Journal de l'analogiste (1954), Paris, Éditions Julliard; Rééd. 1979, Paris, Grasset. Préface de Julien Gracq, Introduction de Jean Tordeur, (ISBN 2-246-00731-3)
- Le Jeu, p. 218-239, dans Éditions "Synthèses", 1957, no. 128, Woluwe-St-Lambert-Bruxelles. Repris sous le titre : Dialogue de l'analogiste avec le professeur Plantenga, p. 110-144, dans "L'art et le jeu", Deucalion, 1957, no. 6, Neuchatel, Éditions de la Baconnière.
- Théâtre et mythomanie (1958), Porto.
- La confession anonyme (1960), Paris, Éditions Julliard; Rééd. 1980, Bruxelles, Éditions Jacques Antoine, avec préface de l'auteur; 1983, Paris, Gallimard, ISBN 2-07-025106-3. El cineasta belga André Delvaux recreo  la obra en cine en el film Benvenuta en 1983.
- Le Divertissement portugais (1960), Paris, Éditions Julliard; Rééd. 1990, Bruxelles, Labor, Espace Nord, (ISBN 2-8040-0569-0).
- Le couple, p. 33-45 dans "La femme et l'amour", La Nef, nouvelle série, cahier no. 5, janvier-Mars 1961, Julliard, Paris.
- Le Couple (1963), Paris, Grasset; Rééd. 1970, Bernard Grasset Coll. Diamant, 1972, Livre de Poche; 1982, Bruxelles, Les Éperonniers, ISBN 2-8713-2193-0; Traducido  en inglés como Aspects of Love in Western Society en 1965, de Jonathan Griffin, New York, McGraw-Hill, LC 65-19851
- À propos de Sartre et de l'amour (1967), Paris, Bernard Grasset; Rééd. 1984, Gallimard, (ISBN 2-07-035499-7)
- Le Malentendu du Deuxième Sexe (1969), avec collaboration du prof. Gilbert-Dreyfus. Paris, Presses universitaires de France (prix quinquennal de l'essai 1971)
- Une enfance gantoise (1976). Paris, Bernard Grasset, ISBN 2-246-00374-1; Rééd. 1986, Bibliothèque Marabout.
- À la recherche d'une enfance (1979). Prefacio de Jean Tordeur. Bruxelles, Éditions Jacques Antoine, avec photos du père de l'auteur.
- Faire un film avec André Delvaux (1982), p. 209-214. In André Delvaux ou les visages de l'imaginaire, Ed. A. Nysenhole, Revue de l'Université de Bruxelles.
- Journal en partie double (1986) en Cahiers Suzanne Lilar, Paris, Gallimard, (ISBN 2-07070632-X).
- Les Moments merveilleux (1986) en Cahiers Suzanne Lilar, Paris, Gallimard, (ISBN 2-07070632-X).